# Antonio Dominique
António Signori Dominique (sinh ngày 25 tháng 7 năm 1994) là một cầu thủ bóng đá thi đấu cho câu lạc bộ Thụy Sĩ FC Basel, ở vị trí thủ môn.
Sinh ra ở Thụy Sĩ, anh đại diện Angola ở cấp độ quốc tế.

## Sự nghiệp
Sinh ra ở Lausanne, Thụy Sĩ, António thi đấu cho FC Lausanne-Sport, FC Le Mont, Primeiro de Agosto và FC Basel.
Anh ra mắt quốc tế cho Angola năm 2014.